# Anne Wollner
Anne Marie Wollner (* 14. Dezember 1939 in Chemnitz; † 17. August 2007 in Berlin) war eine deutsche Schauspielerin.

## Leben
Nach Besuch der Theaterhochschule Leipzig von 1958 bis 1961 debütierte sie in Dessau am Theater, spielte bis 1970 festangestellt an einer Bühne in Karl-Marx-Stadt, anschließend freischaffend. Seit Mitte der 1960er Jahre wirkte sie in mehreren DEFA-Spielfilmen und Produktionen des Fernsehens der DDR mit. Ihre Rollen zeigen oft Frauen und Mütter in Gegenwartsstoffen. Anne Wollner war in neun Folgen der Krimi-Serie Polizeiruf 110 und in einigen Der Staatsanwalt hat das Wort-Folgen zu sehen.
Nach der Wende war sie meist als Synchronsprecherin sowie in Werbespots tätig.
Anne Wollner war mit dem Autor Werner Bernhardy verheiratet und hatte eine Tochter sowie zwei Enkelinnen.

## Filmografie
- 1966: Columbus 64 (Fernseh-Vierteiler, 2 Teile)
- 1972: Florentiner 73 (Fernsehfilm)
- 1972: Polizeiruf 110: Verbrannte Spur (Fernseh-Reihe)
- 1973: Rotfuchs (Fernsehfilm)
- 1974: Neues aus der Florentiner 73 (Fernsehfilm)
- 1974: Der Staatsanwalt hat das Wort: Das Gartenfest (Fernseh-Reihe)
- 1975: Mein lieber Mann und ich (Fernsehfilm)
- 1976: Mann gegen Mann
- 1976: So ein Bienchen (Fernsehfilm)
- 1976: Jede Woche Hochzeitstag (Fernsehfilm)
- 1977: Zur See (Fernsehserie, 1 Episode)
- 1977: Viechereien (Fernsehfilm)
- 1978: Oh, diese Tante (Fernsehfilm)
- 1979: Polizeiruf 110: Die letzte Fahrt
- 1980: Alma schafft alle (Fernsehfilm)
- 1980: Polizeiruf 110: Vergeltung?
- 1981: Polizeiruf 110: Alptraum
- 1981: Asta, mein Engelchen
- 1981: Polizeiruf 110: Auftrag per Post
- 1981: Polizeiruf 110: Der Schweigsame
- 1982: Polizeiruf 110: Schranken
- 1983: Fariaho
- 1983: Märkische Chronik (Fernsehserie, 2 Episoden)
- 1984: Bockshorn
- 1986: Das Buschgespenst
- 1988: Polizeiruf 110: Der Mann im Baum
- 1990: Verbotene Liebe
- 1990: Aerolina (Fernsehserie)
- 1990: Polizeiruf 110: Falscher Jasmin
- 1991: Das Mädchen aus dem Fahrstuhl
- 1991: Jugend ohne Gott (Fernsehfilm)

## Theater
- 1961: Heinrich von Kleist: Prinz Friedrich von Homburg oder die Schlacht bei Fehrbellin – Regie: Arno Wolf (Anhaltisches Theater Dessau)
- 1961: Rosel Willers/Wolfgang Schmorl: Gelegenheit macht Liebe – Regie: Eberhard Kratz (Anhaltisches Theater Dessau)
- 1961: Molière: Der eingebildete Kranke – Regie: Arno Wolf (Anhaltisches Theater Dessau)
- 1962: Vratislav Blažek: Und das am Heiligabend – Regie: Konrad Haase (Anhaltisches Theater Dessau)
- 1962: Klára Fehér/Wolfgang Schmorl: Die Krone der Schöpfung – Regie: Eberhard Kratz (Anhaltisches Theater Dessau)
- 1963: Horst Kleinadam: Millionenschmidt – Regie: Siegfried Menzel ( Städtische Theater Karl-Marx-Stadt)
- 1963: Gerhart Hauptmann: Rose Bernd Regie: Erwin Arlt (Städtische Theater Karl-Marx-Stadt)
- 1965: Henrik Ibsen: Gespenster – Regie: Erwin Arlt (Städtische Theater Karl-Marx-Stadt)
- 1965: Gunter Koch: Mordsache Brisson – Regie: Rüdiger Volkmer (Städtische Theater Karl-Marx-Stadt)
- 1967: Saul O’Hara: Inspektor Campells letzter Fall – Regie: Adolf Loose/Jochen Ziller (Städtische Theater Karl-Marx-Stadt)
- 1967: Maxim Gorki: Feinde – Regie: Gerhard Meyer (Städtische Theater Karl-Marx-Stadt)
- 1969: Michail Schatrow: Bolschewiki (Kollontai) – Regie: Wolfram Krempel (Städtische Theater Karl-Marx-Stadt)

## Hörspiel
- 1983: Hans Christian Andersen: Die Schneekönigin (Räuberhauptmännin) – Regie: Uwe Haacke  (Kinderhörspiel – Rundfunk der DDR)
- 1984: Brüder Grimm: Der Teufel mit den drei goldenen Haaren (Städter) – Regie: Maritta Hübner (Kinderhörspiel – Litera)
- 1985: Hans Siebe: Feuersteine (Frau Haußenberg) – Regie: Werner Grunow (Kriminalhörspiel – Rundfunk der DDR)
- 1985: Vaclav Cibulka: Der Golem (Perla) – Regie: Uwe Haacke (Kinderhörspiel – Rundfunk der DDR)
- 1986: Klaus Rohleder: Tautropfen und Kaninchen (Straßenbahnfahrerin) – Regie: Flora Hoffmann (Kinderhörspiel – Rundfunk der DDR)
- 1987: Michail Bulgakow: Die letzten Tage (Frau Postmeister) – Regie: Ingeborg Medschinski (Hörspiel – Rundfunk der DDR)
- 1987: Brüder Grimm: Drosselbart – Regie: Maritta Hübner (Kinderhörspiel – Rundfunk der DDR)
- 1987: Katrin Lange: Die Brandstifterin (Lisas Mutter) – Regie: Werner Grunow (Hörspielreihe Tatbestand, Nr. 35 – Rundfunk der DDR)
- 1989: Gerhard Rentzsch: Szenen vom Lande – Regie: Karlheinz Liefers (Hörspielreihe: Augenblickchen Nr. 1 – Rundfunk der DDR)
- 1994: Horst Bosetzky: Volles Risiko – Regie: Albrecht Surkau (Kriminalhörspiel – DLR)
- 1996: Franz Zauleck: Olga bleibt Olga – Regie: Karlheinz Liefers (Kinderhörspiel –  DLR)